# Sphecomimax aurifera
Sphecomimax aurifera là một loài bướm đêm thuộc phân họ Arctiinae, họ Erebidae.